# Anton Puščavnik
Sveti Anton Puščavnik, puščavnik, krščanski menih, * okrog 251 ?, † 356.
Sv. Atanazij je napisal življenjepis Antonovo življenje. Od puščavskih očetov so znani predvsem izreki, apoftegme.

## Življenje
Temeljni vir za njegovo življenje je življenjepis Antonovo življenje, Vita Antonii, ki ga je napisal Atanazij Veliki komaj leto po njegovi smrti.
Anton se je rodil okoli leta 251 v koptski vasi, Koma, v osrednjem Egiptu v premožni in krščanski družini. Pri približno 18 letih so mu umrli starši in je moral prevzeti skrb za svojo sestro. Kmalu pa je med branjem evangelija v cerkvi zaslišal Jezusa, ki je rekel: »Če hočeš biti popoln, pojdi, prodaj, kar imaš, in daj ubogim in imel boš zaklad v nebesih. Nato pridi in hôdi za menoj!«  (Evangelij po Mateju Mt 19,21) in v Mt 6,34 »Ne skrbite za jutri, kajti jutrišnji dan bo skrbel sam zase. Dovolj je dnevu njegovo zlo«. Te besede so ga tako nagovorile, da se je želel povsem posvetiti askezi, molitvi in pokori. Kmalu je prodal hišo in posestvo, izkupiček razdal, sestro je izročil v varstvo vernim devicam, sam pa se je umaknil v bližnjo puščavo. Za zgled so mu bili nekateri starci, ki so že živeli v samoti, (čeprav Antona pogosto imenujemo »očeta meništva«). Umikal se je vedno globlje v puščavo. Najprej je prebival v neki grobnici, nato je okoli 15-20 let ostal v neki zapuščeni trdnjavi na gori Pispir ob Nilu, na koncu pa se je naselil na gori Kolzim (tudi Gora sv. Antona), blizu Rdečega morja, s katere se vidi Sinaj.
Iz življenjepisa (Antonovo življenje, oz. Vita Antonii), ki ga je napisal Atanazij Veliki, izvemo za dve Antonovi potovanji med ljudi. Prvič je šel v Aleksandrijo okoli leta 311 med preganjanjem cesarjev Dioklecijana in Maksimina Daja, da bi opogumljal preganjane kristjane, njemu pa ni bila izpolnjena želja po mučeništvu. Na prošnjo škofa Atanazija naj bi okoli 337 še enkrat prišel v Aleksandrijo in javno pričal proti arijancem, ki so zanikali nauk o enem bistvu (gr. homousios) Očeta in Sina, sprejet na nicejskem koncilu (325). Antona so v puščavi obiskovali drugi puščavniki in tudi mnogi ljudje iz mest so pri njem iskali nasveta in ozdravljenja. V zadnjih letih življenja je namreč delal tudi veliko znamenj in čudežev. Bil je jasnoviden in napovedal svojo smrt, učencem pa ukazal, naj ga pokopljejo na skrivnem kraju, da verniki ne bi ukradli njegovega trupla, kar se je že zgodilo mnogim svetim starcem. Umrl je leta 356 star 105 let. Leta 561 naj bi bil odkrit njegov grob in relikvije odpeljane najprej v Aleksandrijo, kasneje pa v Konstantinopel in okoli 1000 v Francijo. Anton velja za očeta meništva, puščavništva.

## Dela
Anton naj bi napisal 20 pisem, od katerih sedem velja za avtentična, ostala pa so verjetno delo njegovih učencev. Poznamo jih v različnih prevodih v vzhodne jezike, vendar so ponekod ohranjena le v fragmentih. Poleg tega mu pripisujejo 38 apoftegem. To so kratki izreki, ki so značilni za puščavske očete in jih imamo tudi prevedene v slovenščino.

## Duhovno življenje
O sv. Antonu kot tudi od drugih puščavniških očetov, svetih starcev, so nam znani različni opisi, zgodbe, legende, o njihovem duhovnem življenju. V želji po popolnosti v bližanju Bogu so se puščavniki srečevali tudi z raznimi napadi hudobnega duha, ki jim je navdihoval slabe misli (po imetju, časti...), strašne predstave (žena, zveri, množic vojakov...) in je vedeževal o prihodnosti. Puščavniki so se jim postavljali po robu z askezo, posti lastnega telesa ter z zaupanjem in vero v Boga. Po začetnih bolj telesnih skušnjavah so jih demoni napadali z različnimi bolj zavitimi predstavami ali tudi prevzetnimi mislimi. V polnem obračanju na Boga v ponižnosti pa so skušnjave brez moči izginile. Starci so se trudili razločevati med delovanjem Božjega in hudobnega duha. Tako so v teh bojih rasli v spoznavanju samih sebe in v povezanosti z Bogom.

## Češčenje in upodobitve
Katoličani praznujejo god sv. Antona Puščavnika 17. januarja. Pogosto je upodobljen kot menih v kožuhu, s knjigo, v skušnjavah demonov ali tudi s palico, prašičem in zvončkom. Podlaga za podobe so večkrat legende, zadnja tri znamenja pa izhajajo iz srednjega veka, ko so menihi antoniti hodili po ulicah in prosili za darove, (tudi koline). Preko vsega tega je Anton postal zavetnik živinorejcev, pastirjev, mesarjev, proti ognju (v hlevu), gasilcev, proti kugi…
»Oče Anton je rekel: »Videl sem vse sovražnikove zanke razprostrte po zemlji. Zavzdihnil sem in rekel: ´Kdo neki jim lahko uide?´ In zaslišal sem glas, ki mi je rekel: ´Ponižnost!´« (Izreki svetih starcev, Aba Anton, Apoftegma 7)